# Reserves naturals de l'Aïr i del Ténéré
Les Reserves naturals de l'Air i Ténéré són una regió del Níger classificada com a Patrimoni Mundial de la Humanitat per la UNESCO des del 1991.
La regió inclou, en particular, les muntanyes d'Aïr i part del desert del Ténéré. Es compon de dues àrees protegides, la Reserva Natural Nacional de l'Air i del Ténéré i Santuari dels Addax.